# Ectecephala picta
Ectecephala picta är en tvåvingeart som beskrevs av Oswald Duda 1930. Ectecephala picta ingår i släktet Ectecephala och familjen fritflugor. Inga underarter finns listade i Catalogue of Life.